# Horsarrieu
Horsarrieu – miejscowość i gmina we Francji, w regionie Nowa Akwitania, w departamencie Landy.
Według danych na rok 1990 gminę zamieszkiwały 634 osoby, a gęstość zaludnienia wynosiła 58 osób/km² (wśród 2290 gmin Akwitanii Horsarrieu plasuje się na 620. miejscu pod względem liczby ludności, natomiast pod względem powierzchni na miejscu 1002.).